# 岩生银莲花
岩生银莲花（学名：Anemone rupicola）为毛茛科银莲花属的植物。分布于印度、尼泊尔、锡金、不丹以及中国大陆的西藏、四川、云南等地，生长于海拔2,400米至4,200米的地区，多生在多石砾的坡地、山地石崖上、山谷沟边或林下，目前尚未由人工引种栽培。